# Massacre de Lucs-sur-Boulogne

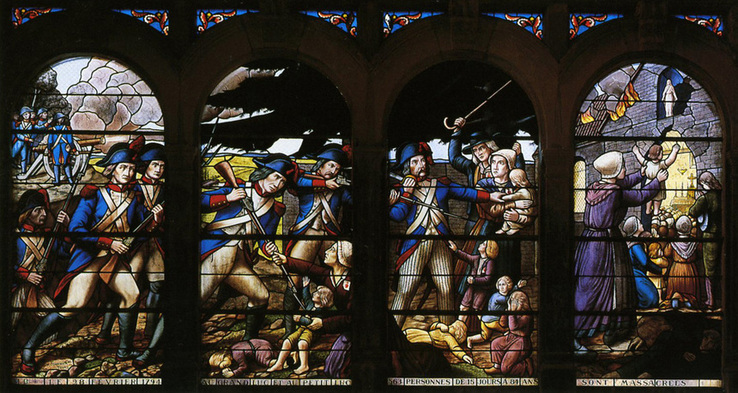
Massacre de Lucs-sur-Boulogne el 28 de febrer de 1794

La massacre de Lucs-sur-Boulogne va tenir lloc el 28 de febrer i l'1 de març de 1794, durant la guerra de Vendée. És la massacre més famosa i més gran perpetrada per les tropes republicanes de les columnes infernals. La seva notorietat es deu sobretot als arxius que han permès un debat historiogràfic sobre el seu tema.

## Context
Les Lucs-sur-Boulogne es troba dins d'un triangle format per les carreteres que uneixen Challans, Montaigu i La Roche-sur-Yon. Abans de la Revolució, la comuna estava formada per dues parròquies: Grand-Luc, poblada per 2.000 habitants, i Petit-Luc, situada més a l'est, i habitada per 150 persones. Un petit riu, el Boulogne, passa per la ciutat des del sud-est abans de dirigir-se al nord. Al voltant del nucli urbà, el paisatge està format per boscatge, erms i alguns boscos, on s'escampen una desena de grans pobles, trenta caserius i nombroses granges aïllades.

A principis de 1794, la Vendée va ser travessada per les columnes infernals del general Turreau. Sortint de Brissac el 20 de gener, la columna del major general Étienne Cordellier va ser destacada sobretot per nombroses massacres. El 6 de febrer, Cordellier va escriure des de Tiffauges al general Turreau: 
| « | Vaig executar puntualment la vostra ordre de depurar, amb ferro i foc, tots els llocs que vaig trobar a la meva ruta. Perquè, independentment de si tot està cremant, per darrere de la bardissa he passat uns sis-cents individus d'ambdós sexes. | » |

## Procés
Article detallat: Batalla de la Vivantière.
El 28 de febrer de 1794, el general Cordellier es va apropar a Lucs-sur-Boulogne per tal de desallotjar les tropes vendéannes de François de Charette que vivien als erms de Vivantière, al sud de Lucs-sur-Boulogne. Va atacar amb dues columnes, una comandada per ell mateix i pel general Crouzat i l'altra pel comandant de batalló Matincourt.
Cordellier segueix la riba esquerra del Boulogne, però la seva columna marxa en gran confusió i queda enrere. Matincourt marxa pel marge dret del riu amb la seva columna, formada pel 29è regiment d'infanteria, el 6è batalló de voluntaris de París, el 4t batalló de voluntaris de les Ardenes i uns quants cavallers., Ràpidament, els republicans es van dispersar en grups reduïts i van començar a cremar les finques al seu pas i a afusellar els habitants que trobaven. L'operació militar va degenerar en una massacre general durant la qual van ser assassinats centenars d'homes, dones i nens. En tres ocasions, Matincourt va intentar, sense èxit, reformar les files, però tanmateix va acabar apropant-se al Petit Luc. Els fusellers republicans només es van trobar amb uns quants combatents de la Vendée i van marxar a la seva persecució durant aproximadament una hora7. Tanmateix, Charette va aparèixer aleshores amb el gruix de les seves forces i va sorprendre completament els homes de Matincourt. Massa dispersos, aquests darrers van fugir i van conduir els homes de Crouzat a la seva derrota abans que aquests poguessin entrar en combat. Cordellier, per la seva banda, quedava molt enrere, una part de la seva columna encara no havia travessat el coll del molí d'Audrenière, tot i que es trobava no lluny del seu punt de partida. Totes les columnes republicanes es van retirar llavors a Legé, al nord-oest de les Lucs. Els Vendéens van aturar la seva persecució als afores de la ciutat.
Després del combat, Charette va abandonar els Lucs i va anar a Le Poiré-sur-Vie. Tanmateix, l'endemà, el general Cordellier va llançar un contraatac a Les Lucs amb les seves columnes i la de Legé, dirigida per Rouget, el comandant del 4t batalló de voluntaris de Deux-Sèvres. Els republicans no van trobar rastre de les tropes de Charette i van cometre noves massacres entre Legé i els Lucs.

## Testimonis
Queden pocs testimonis sobre el desenvolupament de la massacre. Un soldat republicà, anomenat Chapelain, va escriure en una carta:
| « | Avui és un dia cansat però fructífer. Sense resistència. Vam poder eliminar tota una cria de calotins a poc cost. Les nostres columnes van progressar amb normalitat. | » |

Un altre, anomenat François Pelereau, escriu que els voluntaris
| « | van avançar cap al bosc, afusellant homes, dones i nens a mesura que es van anar trobant-los. | » |

El 1823, el reialista de les memòries Urbain-René-Thomas Le Bouvier-Desmortiers va escriure a partir d'un testimoni recollit:
| « | Una dona pressionada pels dolors del part, estava amagada en una caseta prop d'aquest poble. Els soldats la van trobar, li van tallar la llengua, li van partir l'estómac i van treure-li el nen a punta de baioneta. Vam sentir des d'un quart de llegua els crits d'aquesta desgraciada, que s'estava morint quan vam arribar per ajudar-la. | » |

Segons la tradició oral, però, molts habitants van aconseguir refugiar-se al bosc.

## Peatge humà: el martirologi de Lucs
El 30 de març de 1794, l'abat Charles Vincent Barbedette, rector de Grand-Luc i capellà de les tropes de Charette, va elaborar una llista precisa de les víctimes, amb els seus noms, edats i domicilis. Per a l'historiador Alain Gérard, aquest document, anomenat el martirologi de Lucs, constitueix l'única llista de víctimes d'una massacre que s'havia elaborat en el moment dels fets. Al final del seu quadern, el pare Barbedette especifica: 
| « | Quins noms més amunt, 564, de les persones massacrades en diversos llocs de la parròquia de Grand-Luc, em van remetre els pares que van escapar de la massacre, per ser introduïts en aquest registre, tant com es va poder recollir-los en temps de la més atroç persecució, els cadàvers havent estat enterrats durant més d'un mes als camps de cada poble de Luc: això que atestiguo com massa cert, després d'haver estat testimoni ocular d'aquests horrors i exposat diverses vegades a ser també la seva víctima. | » |

Si segons el P. Barbedette, les massacres del 28 de febrer i l'1 de març van deixar 564 morts, la seva llista només inclou 459 noms, cosa que, per a l'historiador Alain Gérard, es deu probablement a la pèrdua d'un full. Entre els 459 noms coneguts hi ha 80 homes i 127 dones de 10 a 49 anys, 124 persones majors de 50 anys i 127 menors de 10 anys.
Els assassinats del 28 de febrer van tenir lloc principalment als pobles i llogarets de Boulogne, entre Rocheservière i les Lucs, mentre que els de l'1 de març van tenir lloc al llarg de la carretera entre Legé i les Lucs. Hi va haver 54 morts a Grand-Luc i 25 morts a Petit-Luc, així com 31 morts a La Guyonnière, 16 morts a La Pèlerinière, 12 morts a La Primandière, 10 morts a La Bugelière. Entre Legé i Les Lucs, hi va haver 32 morts a La Gaconnière, 23 morts a La Sorinière, 14 morts a La Renaudière, 14 morts a La Bromière, 11 morts a La Moricière, 11 morts a Les Guénières i 10 morts a La Coruetière. Tanmateix, determinades masos i determinades caseries es van salvar pel pas de les columnes.Gérard 2013, p. 398

## Historiografia
Les memòries del cap de la Vendée Pierre-Suzanne Lucas de La Championnière, escrites l'any 1798, semblen ser les primeres a informar dels fets ocorreguts a Les Lucs. Aquesta primera història serveix de base a Alphonse de Beauchamp, autor d'una Història de la guerra de Vendée el 1806 i de les anomenades Memòries de Bodereau el 1804, que es diu que estan a la seva mà. També afegeix la presència de Haxo. El 1808, amb l'excusa de refutar Beauchamp, Le Bouvier-Desmortiers va publicar una Vida del general Charette, en la qual, tanmateix, va reprendre el seu relat de Lucs, que va ampliar. El 1819, Berthre de Bournizeaux va afegir uns quants elements més propis a la seva Història de les guerres de Vendée i els Chouans, com va fer Jacques Cretineau-Joly el 1840, a la seva Història de la Vendée militar, en què donava el 5 de març com a data dels fets, fins ara localitzats per cap autor.
Les ruïnes de l'antiga església del Petit-Luc només es van netejar l'any 1863 per iniciativa d'un equip missioner dels Pares de Chavagnes. En aquesta ocasió es van descobrir nombrosos ossos humans, així com bales, escapulars i “Sagrats Cors”. Aleshores, la recerca va ser realitzada pel pare Jean Bart, rector de la parròquia. Entre 1866 i 1873, va descobrir el quadern manuscrit del pare Barbedette als papers del presbiteri de Lucs.

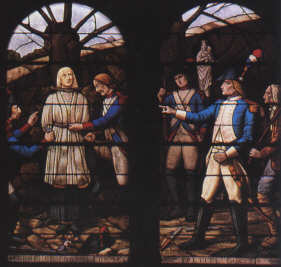
Vitrall de l'església de Lucs-sur-Boulogne que representa la mort del pare Voyneau, creat per Lux Fournier el 1941.

L'any 1867, Jean Bart publica un fullet titulat Chapelle de Notre-Dame des Lucs on reprèn la data del 5 de març i la història desenvolupada per la tradició historiogràfica. Segons ell, la població, amagada entre els matolls de la Vivantière, hauria estat sorprès per una columna que buscava Charette. La meitat dels habitants, més un, van ser presumptament massacrats. Aleshores, els supervivents s'ajuntaven per resistir l'enemic, mentre els més febles es reunien a la capella del Petit-Luc per pregar. Finalment, l'arribada de Charette i el seu adjunt Guérin hauria permès espantar la columna que, en marxar, hauria matat l'abat Voyneau, sacerdot de Petit-Luc, després massacrat la gent reunida a la capella, destruïda amb canons de l'alzina de Quati-Fort.
En una segona versió, publicada el 1874 amb el títol: Capella de Notre-Dame des Lucs, reina dels màrtirs, Jean Bart situa una matança el 28 de febrer, utilitzant els elements que es troben al quadern de Barbedette. Afegeix un aclariment per justificar la seva primera versió: "sense incloure el nombre de víctimes del combat de La Vivantière i les massacres a la capella del Petit-Luc el 5 de març".
Posteriorment, la tradició local concreta les primeres històries. Entre 1898 i 1908 es va construir una nova capella al Petit-Luc. Cap al 1935, el sacerdot Boudaud va decorar la capella amb panells de fusta amb els noms de les víctimes conegudes; el 1941, el seu successor Gabriel Prouteau va instal·lar vitralls celebrant, a més de personatges bíblics i sants nacionals i locals, els sacerdots Barbedette i Voyneau, així com la memòria de la massacre. El 1947 es va erigir un monument dedicat al capellà Voyneau i als seus companys.
A la dècada de 1960, l'erudit Gilles de Maupeou va descobrir documents inèdits sobre operacions militars al Lucs del general Cordellier. L'any 1977, va descobrir la demanda presentada per Cordellier contra el cap de batalló Matincourt.
A finals del segle xx, el curs i el cost humà de la massacre van ser objecte de debat entre els historiadors. L'any 1992, l'expedient va ser reobert per Jean-Clément Martin, per a qui no només li va semblar difícil afirmar que només hi havia una matança, sinó que, al contrari, tot fa pensar que hi va haver una multiplicitat de combats i massacres entrellaçats per tota la parròquia de Lucs durant diversos mesos de 1794. Entre les víctimes hi havia dones, gent gran, nens i lluitadors que van caure amb les armes a la mà. Segons ell, la llista elaborada el 1794 compta clarament tots els habitants assassinats des del 1789, mentre que tota una tradició ho vol veure com el resultat d'una única matança comesa en dos dies de febrer de 1794. Les conclusions són evidentment molt divergents segons ell. a la lectura adoptada.
El segueix en aquesta direcció Paul Tallonneau, en una obra escrita l'any 1993. Tanmateix, si Jean-Clément Martin impugna bona part del martirologi de Lluc, Paul Tallonneau rebutja completament la seva autenticitat. Negant-se a creure en la realitat d'una massacre, creu que la desaparició de diversos centenars de vilatans podria ser atribuïble a una epidèmia. L'any 2007, aquesta tesi va ser rebutjada per Jacques Hussenet: "la població de la Vendée militar va estar en una corba ascendent entre 1780 i 1790. Certament, les epidèmies van fer estralls de manera intermitent, però ni més ni menys que en altres llocs de França i no a punt de revertir el tendència".
L'any 1993, Pierre Marambaud, basant-se en diversos arxius (parròquia i exèrcit), així com en determinades cartes de soldats presents en el moment dels fets, va recolzar la tesi d'una matança única el 28 de febrer i l'1 de març de 1794. Considera que aquesta matança engloba no només els Lucs (que aleshores incloïa el Grand Luc i el Petit Luc on hi ha la capella commemorativa), sinó també les caseries i granges dels voltants. Segons ell, l'autenticitat del martirologi és creïble i compatible amb els recomptes i censos que l'enmarquen. Calcula el nombre de víctimes entre 500 i 590.Hussenet 2007, p. 233.

La tesi de Marambaud compta amb el suport d'Alain Gérard. De la mateixa manera, l'any 2007, Jacques Hussenet va escriure: 
| « | A partir del capital de coneixement acumulat des dels anys noranta, no amagaré la meva preferència per les conclusions de Pierre Marambaud. | » |

## Memorial
Podeu visitar el Memorial Vendée que testimonia aquest esdeveniment. Amb motiu de la seva investidura, el 25 de setembre de 1993, Aleksandr Soljenitsin va pronunciar un discurs, on va fer un paral·lelisme entre l'esperit que animava els polítics aplicant el Terror i el totalitarisme soviètic.